# 肯德爾鎮區 (伊利諾伊州肯德爾)
肯德爾鎮區（英語：Kendall Township）是位於美國伊利諾伊州肯德爾縣的一個行政鎮區。

## 地方資料
根據2010年美國人口普查的數據，肯德爾鎮區的面積為101.60平方千米，當中陸地面積為101.20平方千米，而水域面積為0.40平方千米。當地共有人口8503人，而人口密度為每平方千米83.69人。